# Eparchie prešovská
Eparchie prešovská je eparchie pravoslavné církve v českých zemích a na Slovensku.
Je jednou z eparchií, jejíž eparcha může být zvolen metropolitou Pravoslavné církve v českých zemích a na Slovensku.

## Historie
Historicky bylo území eparchie součástí mukačevské eparchie. Roku 1646 po Užhorodské unii přešla pod řeckokatolickou církev.
Roku 1929 byla eparchie obnovena jako eparchie mukačevsko-prešovská. Tato eparchie byla pod jurisdikcí srbské pravoslavné církve a zahrnovala území Podkarpatské Rusi a východního Slovenska.
Roku 1945 přešla eparchie s celou církví v českých zemích a na Slovensku pod jurisdikci ruské pravoslavné církve. Ve stejný rok byla eparchie rozdělena na dvě samostatné eparchie.
Roku 1951 přešla do jurisdikce nové autokefální pravoslavné církve v českých zemích a na Slovensku.

## Biskupové
- Alexij (Děchtěrjov) (12. únor 1950 - 19. srpna 1955)
- Dorotej (Filip) (19. srpna 1955 - 25. října 1964)
- Nikolaj (Kocvár) (28. února 1965 - 30. ledna 2006)
- Ján (Holonič) (7. dubna 2006 - 2. srpna 2012)
- Rastislav (Gont) (od 18. listopadu 2012)